# Piotr Dziewit
Piotr Dziewit (ur. 21 maja 1957, zm. 11 stycznia 2023) – polski dziennikarz radiowy i prasowy.

## Życiorys
Ukończył studia na Uniwersytecie Śląskim gdzie uzyskał stopień magistra nauk politycznych i dziennikarstwa na Wydziale Nauk Społecznych i Wydziale Radia i Telewizji. Karierę dziennikarską zaczynał w Studenckim Studiu Radiowym „Egida” w Katowicach. Następnie pracował jako reporter w Polskim Radiu Katowice. Pracę dziennikarską kontynuował jako dziennikarz prasowy. Był reporterem w Trybunie Robotniczej, gdzie pełnił także funkcję zastępcy kierownika Działu Reporterskiego. Następnie był reporterem w Gazecie Częstochowskiej i zastępcą redaktora naczelnego w śląskim tygodniku Panorama oraz miesięczniku Raport.
W latach 1995–2013 piastował funkcję rzecznika prasowego Górniczej Izby Przemysłowo-Handlowej oraz w latach 1996–2013, dyrektora Zakładu Promocji i Wydawnictw GIPH, będąc jednocześnie członkiem Zarządu GIPH. Był także redaktorem naczelnym Biuletynu Górniczego.
Jego córką była dziennikarka i pisarka Anna Dziewit-Meller, a zięciem dziennikarz Marcin Meller.
Spoczywa na cmentarzu Północnym na Wólce Węglowej.